# Concord, Massachusetts

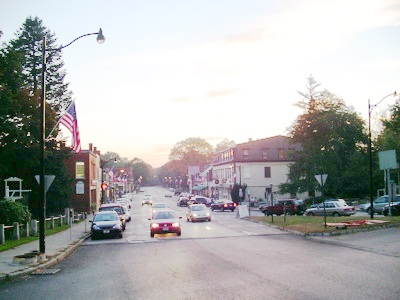
Main Street i Concord, Massachusetts

Concord (uttal: [kŏngˈkərd]) är en kommun (town) i delstaten Massachusetts, USA, väster om Boston. Vid 2020 års folkräkning hade Concord 18 491 invånare. Kommunen är bland annat känd genom Henry David Thoreau och Ralph Waldo Emerson. År 1775 ägde slagen vid Lexington och Concord rum här.